# Émeute de Brixton de 1985
L'émeute de Brixton de 1985 commence le 28 septembre 1985 à Lambeth dans le sud de Londres. C'est la deuxième grande émeute que la région connaît en l'espace de quatre ans, la précédente datant en 1981. Elle est déclenchée par la fusillade de Dorothy Groce (surnommée Cherry Groce) par la police métropolitaine, qui est à la recherche de son fils Michael Groce pour un vol et une infraction présumée aux armes à feu. La police pense alors que Michael Groce se cache dans la maison de sa mère,.
	Durant les deux jours d'émeutes, le photojournaliste David Hodge meurt et 43 civils et 10 policiers sont blessés. Après un certain nombre d'incendies, un bâtiment est détruit, 55 voitures sont incendiées et 58 cambriolages sont commis, dont des actes de pillage.
	En mars 2014, la police présente finalement ses excuses pour le tir injustifié sur Mme Groce. En juillet de la même année, un jury d'enquête conclut que 8 défaillances policières distinctes ont contribué à la mort de Mme Groce, pour lesquelles le commissaire de la police métropolitaine de l'époque, Sir Bernard Hogan-Howe, « s'est excusé sans réserve » auprès de la famille.

## Contexte
Depuis l'émeute de Brixton de 1981, la communauté de Lambeth ne fait plus confiance à la police métropolitaine, notamment une grande partie de la population métisse, et principalement afro-caribéenne, qui est visée par le racisme institutionnel de la police.
Michael Groce, 21 ans, est l'un des six enfants de Dorothy Groce, surnommée Cherry Groce, qui a émigré de la Jamaïque alors qu'elle était au début de son adolescence. Dès l'âge de six ans, il est placé en institution, où il passe une grande partie de sa vie, élevé à Tinworth House, dans un quartier difficile à Vauxhall. Michael Groce est impliqué dans des gangs de rue et exposé à des armes à feu pendant son enfance. Il fait des allers retours en prison tout au long de sa vie et, en 1985, il a accumulé 50 condamnations et 15 périodes différentes en prison.
Libéré de prison deux mois avant l'émeute, Michael s'inquiète d'une guerre de territoire entre gangs de rue locaux. Il se dispute aussi avec sa petite amie dans la maison de sa mère, quelques jours avant l'émeute et, dans un accès de colère, tire dans une armoire avec une arme à feu donnée par l'un de ses amis. Peu de temps après, il entend frapper à la porte et descend pour répondre, trouvant un policier qui lui demande s'il est bien Michael Groce. Il tente de fermer la porte, mais le policier l'en empêche. Il lui pointe alors le canon du pistolet dans la bouche. Après le départ de l'agent, il nettoie l'arme et la place dans la maison, puis s'enfuit chez sa sœur.

## Descente de police dans la maison de Cherry Groce
Le matin du 28 septembre 1985, un groupe de policiers fait une descente au domicile de Cherry Groce sur Normandy Road, à Brixton. Parmi eux se trouve un officier armé du CID, à la recherche de Michael Groce. Cherry Groce est au lit et trois de ses six enfants se trouvent dans la résidence lorsque la police entre de force dans la maison. Au cours de la descente, Cherry Groce est grièvement blessée par balle, mais la police ne trouve pas Michael Groce, malgré une recherche approfondie. Une ambulance est appelée, et au moment où elle arrive, une petite foule se rassemble devant la maison. Cherry Groce est emmenée à l'hôpital St Thomas, dans le centre de Londres.

## Émeutes

### Suivant la fusillade chez Cherry Groce
Alors que la nouvelle de la fusillade se répand dans les environs, des rumeurs indiquent que Mme Groce est décédée durant l'intervention. Le groupe rassemblé devant sa maison grossit, avec plus de soixante personnes, et se rend au poste de police du district local, où les personnes rassemblées scandent « Meurtriers », ainsi que des slogans anti-policiers, exigeant des mesures disciplinaires contre les agents impliqués.
L'hostilité entre la foule, majoritairement noire, et les forces de police, majoritairement blanches, fait monter les tensions et débouche rapidement sur une série d'affrontements de rue.
	Les violences se transforment en escarmouches dans les zones de Brixton Road et Acre Lane, où deux premières voitures sont incendiées. En réponse, la police déploie 50 agents en tenue anti-émeute dans l'après-midi, qui s'approchent des émeutiers tout en frappant leurs matraques sur leurs boucliers anti-émeute. Par la force, la police boucle la zone autour du poste de police sur Brixton Road, puis dégage le quartier commerçant environnant. Les actions policières s'accompagnent d'un certain nombre d'attaques injustifiées signalées contre des passants locaux et des membres accrédités des médias.
	Ce soir-là, la police perd le contrôle de la zone pendant environ 48 h. Lors de l'émeute qui suit, de graves blessures sont subies des deux côtés : du côté des policiers, certains sont blessés par des jeunes équipés de briques et de pieux en bois, ; du côté de la population, plusieurs personnes sont blessées, dont un photographe mordu par un chien-policier et un jeune de 18 ans frappé par les matraques alors qu'il raccompagne sa petite-amie chez elle. Après de nouvelles escarmouches, les émeutiers construisent une barricade de voitures renversées sur Brixton Road, qui sont incendiées à plusieurs reprises. Depuis ce mur, les émeutiers lancent des bombes incendiaires sur la police et ils pillent les magasins locaux situés derrière la barricade,,. Alors que la nuit tombe sur Coldharbour Lane, des groupes d'hommes se rassemblent et arrêtent des voitures puis y mettent le feu. Un magasin de meubles, situé à la jonction de Gresham Road, Barrington Road et Coldharbour Lane, est incendié. L'incendie se propage rapidement aux appartements résidentiels situés aux niveaux supérieurs de l'immeuble de 4 étages, et les résidents parviennent à sauver un homme âgé, qui s'en tire sans blessures. La police déclare plus tard avoir procédé à 149 arrestations ce soir-là, principalement pour violence, mais aussi pour des faits de cambriolage et de vol. Deux personnes sont arrêtées pour attentat à la bombe.
	Le photojournaliste David Hodge décède quelques jours plus tard des suites d'un anévrisme, après avoir été attaqué par une bande de pillards qu'il tentait de photographier. Au total, ce sont plus de 50 personnes blessées, 200 arrestations effectuées, 1 bâtiment détruit, 55 voitures incendiées et 58 cambriolages dont plusieurs magasins pillés.
	Lors d'une conférence de presse le 30 septembre, le sous-commissaire adjoint Richard Wells décrit la fusillade chez Dorothy Groce comme tragique et, tout en reconnaissant les « sentiments authentiques qui en ont résulté, en particulier ceux des parents et amis de Mme Groce », impute les émeutes à « un comportement indiscipliné et criminel. ». 

### Émeutes suivantes: Peckham, Toxteth et Tottenham
Le 30 septembre à Peckham, au sud de Londres, un groupe de jeunes commence à lancer des bombes incendiaires et à incendier des magasins. Un incendie majeur dans un entrepôt de tapis près de Peckham High Street est signalé.
	Le 1er octobre 1985, 10 personnes (dont trois policiers) sont blessées lors d'une deuxième émeute à Toxteth, après qu'un groupe s'est formé dans les rues du quartier et a brûlé des voitures en réponse à l'arrestation de quatre hommes noirs locaux, impliqués dans une agression au couteau. La division de soutien opérationnel de la police de Merseyside est déployée dans la région pour rétablir l'ordre. L'unité est critiquée par les leaders de la communauté noire et l'archevêque catholique romain de Liverpool, Derek Worlock, pour leurs « tactiques trop zélées et provocatrices », qui comprenaient la frappe des matraques sur les boucliers antiémeute.
	Une semaine plus tard, un autre conflit, déclenché par la mort de Cynthia Jarrett lors d'une descente de police chez elle, éclate entre la police métropolitaine et des résidents principalement noirs du quartier de Tottenham, au nord de Londres.

## Conséquences

### Cherry Groce
À son arrivée à l'hôpital, les chirurgiens découvrent que la balle a pénétré le poumon de Dorothy Groce et est sortie par la colonne vertébrale, la paralysant de la taille vers le bas. Elle est hospitalisée pendant plus d'un an puis suit une réadaptation en milieu hospitalier pendant une année supplémentaire, des amis s'occupant de ses enfants pendant ce temps. Cherry Groce étant paralysée en permanence et ne pouvant se déplacer qu'en fauteuil roulant, même après une rééducation importante, elle et sa famille se voient attribuer un nouveau logement dans lequel vivre,.
L'officier de police qui a tiré sur Groce, l'inspecteur-détective Douglas Lovelock, est poursuivi mais finalement acquitté du chef d'accusation de « blessures malveillantes ». Dorothy Groce reçoit ensuite plus de 500 000 £ d'indemnisation de la police métropolitaine, mais sans reconnaissance de responsabilité du policier.
En 2011, Dorothy Groce contracte une infection qui entraîne une insuffisance rénale. Elle est soignée au King's College Hospital, mais meurt en mai 2011,.
En 2012, une Blue plaque est installée à l'ancienne maison de Cherry Groce, au 22 Normandy Road.

#### Enquête
Après la mort de Cherry Groce, le coroner de district annonce qu'une enquête judiciaire doit être ouverte sur sa mort, prévue pour juin 2014. Le reportage de Simon Israel pour Channel 4 News révèle le 21 mars 2014 que des pathologistes distincts, travaillant au nom de la famille et de la police, ont conclu indépendamment qu'il existe un lien de causalité entre la fusillade et la mort de Dorothy Groce.
Durant l'enquête, la police métropolitaine et l'ancien inspecteur Douglas Lovelock sont tous deux représentés juridiquement par le conseil de la reine. L'agence d'aide juridique refuse de financer les frais de justice de la famille Groce au motif qu'« il n'y a pas de nouveaux problèmes ». La famille lance une pétition et fait appel directement au Premier ministre David Cameron pour obtenir l'aide juridique. La famille est soutenue par le député travailliste de Streatham, Chuka Umunna. La décision de refus d'aide juridique est annulée le 11 avril 2014 par l'intermédiaire du ministère de la Justice,.
Le 10 juillet 2014, le jury du tribunal du coroner de Southwark rend un nouveau verdict, concluant que 8 défaillances policières distinctes ont contribué à la mort de Mme Groce et que « sa mort ultérieure a été causée par des échecs dans la planification et la mise en œuvre du raid ». Le pathologiste Robert Chapman témoigne du fait que, lors de son examen post-mortem, il a trouvé des fragments métalliques de la balle encore logés à la base de sa colonne vertébrale, ce qui a contribué à rendre Cherry Groce plus vulnérable aux maladies invalidantes. Le commissaire de la police métropolitaine, Sir Bernard Hogan-Howe, présente par la suite à la famille « des excuses sans réserve pour [leurs] manquements » ayant conduit à des années de souffrance, déclarant que l'opération de la police métropolitaine était inadéquate. Il dit aussi que la police n'a pas assumé correctement ses responsabilités et qu'il est « inexcusable » qu'il ait fallu si longtemps à la police pour reconnaître ces manquements.

### Michael Groce
Après trois jours de clandestinité, Michael Groce apprend via le journal télévisé les rumeurs concernant l'assassinat de sa mère et les émeutes. Il se rend discrètement à la police le lendemain, accompagné de l'avocat Paul Boateng. Il est interrogé à Scotland Yard au sujet d'un vol à main armée dans une bijouterie à Royston, dans le Hertfordshire, le 10 septembre, puis libéré sous caution par la police. Le 26 septembre, il est accusé au poste de police de Waterloo de possession illégale d'un fusil à canon scié, infraction pour laquelle il est condamné à trois ans de prison avec sursis. Il n'a jamais été accusé d'aucune infraction liée au vol à main armée ou aux émeutes.
Michael Groce écrit à sa mère des excuses sous la forme d'un poème, publié par la suite dans le journal The Voice. Il tente d'aider la communauté à se reformer en dirigeant une équipe de football pour jeunes. Il est désormais poète et dirige des ateliers de poésie, de développement personnel et de motivation dans les écoles dans le cadre du projet Cherry Blossoms, et donne des conférences pour dissuader les autres de commettre des erreurs similaires à celles qu'il a commises.

### Service de police métropolitaine
À la suite du procès de l'inspecteur Lovelock, un examen des procédures relatives aux armes à feu au sein de la police métropolitaine conduit à une nouvelle politique qui n'autorise à armer que des escouades spécialisées, formées et contrôlées au niveau central. Cela comprend des parties de la branche spéciale, mais en exclut d'autres, dont les officiers du CID.
En mars 2014, près de 29 ans après les événements et près de trois ans après la mort de Cherry Groce, la police métropolitaine présente publiquement ses excuses à sa famille pour son tir injustifié.

## Culture populaire
- La chanson Suburbia des Pet Shop Boys de 1986, raconte une histoire d'ennui et d'émeutes (fictives) en banlieue similaires aux émeutes de Brixton de 1981 et 1985.
- Le film Sammy et Rosie s'envoient en l'air, sorti en 1987, s'ouvre sur un incident très similaire à la fusillade de Groce.
- Le premier épisode de la série en trois parties Life of Crime (mai 2013) se déroule pendant l'émeute et utilise l'émeute comme toile de fond pour l'intrigue.
- L' épisode Londres, police judiciaire - Predict A Riot, diffusé pour la première fois le 26 mars 2014, concerne un policier noir fictif en civil qui a disparu lors de l'émeute de Brixton en 1985.